# Albert Guillemin de Monplanet
Pour les articles homonymes, voir Guillemin.
Albert Guillemin de Monplanet est un banquier français né à Montmorillon le 12 décembre 1839 où il est mort le 22 mai 1927.

## Biographie
Albert Guillemin de Monplanet est le fils de Sylvain Victor Albert Guillemin de Monplanet, magistrat à la cour d’appel de Poitiers, qui donna sa démission en 1830, et conseiller général de la Vienne, et de Marie-Hortense de Cullon de Trois-Brioux. Il est le père de Henri Guillemin de Monplanet.
Entré en 1862, dans l'Administration, comme inspecteur des finances, il prend sa retraite trente ans plus tard, sur sa demande, en tant qu’inspecteur général des finances.
Il suit alors une carrière dans le privé, et devient président du Conseil d'administration de la Société générale de Crédit industriel et commercial (CIC), entre 1895 et 1927. De même, il préside la Société bordelaise à partir de 1913, la Banque de l'Indochine de 1920 à 1927, la compagnie d’assurances La Providence et la Société française des charbonnages du Tonkin.
Il est maire de Montmorillon et conseiller général de la Vienne (canton de La Trimouille) de 1901 à 1913.
Il était membre de la Société nationale d’agriculture.

## Travaux
- « Inspection générale des Finances. Mission en Angleterre. Les banques d’émission dans les colonies anglaises » - 1891
- « Inspection générale des Finances. Mission en Angleterre. L’Angleterre et ses colonies. Leurs rapports réciproques au point de vue budgétaire et financier. Leurs opérations et leurs moyens de trésorerie au dehors » - 1890
- « Inspection générale des Finances. Mission en Italie [Mission en Angleterre. Notes sur la comptabilité publique en Italie et en Angleterre] » - 1888
- « De usufructus et queladmodum qui utatur fruatur. Du contrat de mariage et des droits respectifs des époux » - 1861